# Liste der Rektoren der Karls-Universität Prag
Der folgende Artikel gibt eine Übersicht der Rektoren der spätmittelalterlichen Universität Prag und ihrer Nachfolger:

## 1348 bis 1372 (Karls-Universität)
| Jahr | Lateinischer Name                   | Deutscher Name                       | Tschechischer Name                   |
| ---- | ----------------------------------- | ------------------------------------ | ------------------------------------ |
| 1366 | Henricus de Etwat de Primislawia    | Heinrich von Etwat oder Prenzlau     | Jindřich z Etwatu neboli z Prenzlau  |
| 1367 | Henricus de Nanexen alias de Embeck | Heinrich von Nanxen alias von Embeck | Jindřich z Nanexen neboli z Embecku  |
| 1372 | Nicolaus Gewiczka seu de Kolberg    | Nikolaus Gewiczka von Kolberg        | Mikuláš z Jevíčka neboli z Kolobřehu |

## 1372 bis 1419

### Universität mit drei Fakultäten
| Jahr      | Lateinischer Name                   | Deutscher Name                           | Tschechischer Name               |
| --------- | ----------------------------------- | ---------------------------------------- | -------------------------------- |
| 1373      | Thomas de Busilia                   | Thomas von Busilia                       | Tomáš z Busilie                  |
| 1374      | Johannes Westphalis                 | Johannes von Westfalen                   | Jan Vestfálský                   |
| 1374      | Johannes Wenceslai de Praga         | Johannes Wenzel von Prag                 | Jenek Václavův z Prahy           |
| 1375      | Vigtholdus Westphalis de Praga      | Witold Westfalen von Prag                | Witold Vestfálský z Prahy        |
| 1376–1377 | Fridmanus de Praga                  | Friedemann von Prag                      | Fridman z Prahy                  |
| 1378      | Nicolaus de Gubin                   | Nikolaus von Guben                       | Mikuláš z Gubyna                 |
| 1378      | Hermannus de Wintersvick            | Hermann von Winterswijk                  | Heřman z Winterswicku            |
| 1378      | Nicolaus de Rakovnik                | Nikolaus von Rakonitz                    | Mikuláš z Rakovníka              |
| 1379–1381 | unbekannt                           |                                          |                                  |
| 1382      | Johannes Wenceslai de Praga         | Johannes Wenzel von Prag                 | Jenek Václavův z Prahy           |
| 1383      | Blasius Lupus                       | Blasius Wolf                             | Blažej Vlk                       |
| 1383–1384 | Johannes Wenceslai de Praga         | Johannes Wenzel von Prag                 | Jenek Václavův z Prahy           |
| 1383–1384 | Heylmannus de Wormacia              | Heilmann von Worms                       | Heilman z Wormsu                 |
| 1383–1384 | Johannes Papendorp                  | Johannes Papendorf                       | Jan Papendorf                    |
| 1384–1385 | Conradus Soltow                     | Konrad von Soltau                        | Konrád ze Soltau                 |
| 1385      | Nicolaus de Gubin                   | Nikolaus von Guben                       | Mikuláš z Gubyna                 |
| 1386      | Nicolaus de Litomysl                | Nikolaus von Leitomischl                 | Mikuláš z Litomyšle              |
| 1387      | Nicolaus de Gubin                   | Nikolaus von Guben                       | Mikuláš z Gubyna                 |
| 1388–1389 | Johannes Winkleri                   | Johannes Winkler                         | Jan Winkler                      |
| 1389      | Bartholomeus Torghelowe             | Bartholomäus von Torgelow                | Bartoloměj Torghelow             |
| 1389–1390 | Nicolaus Bochnik                    | Nikolaus Puchník von Černice             | Mikuláš Puchník                  |
| 1391–1392 | Henricus de Bremis                  | Heinrich von Bremen                      | Jindřich z Brém                  |
| 1392      | Henricus Reczekow de Rybenicze      | Heinrich Retzekow von Ribnitz            | Jindřich Reczekow z Ribnitze     |
| 1392–1393 | Albertus Engelschalk de Straubing   | Albert Engelschalk von Straubing         | Albert Engelschalk ze Straubingu |
| 1393      | Johannes Eliae                      | Johannes Elias                           | Jan Eliášův                      |
| 1393–1394 | Elias de Thin                       | Elias von Thein                          | Eliáš z Týna                     |
| 1394      | Henricus de Homberg                 | Heinrich von Homberg                     | Jindřich z Homburgu (?)          |
| 1394      | Johannes de Moravia                 | Johannes von Mähren                      | Jan z Moravy                     |
| 1394–1395 | Petrus de Redino                    | Peter von Redino                         | Petr z Redina                    |
| 1395–1396 | Johannes de Mutha                   | Johannes von Hohenmauth                  | Jan z Mýta                       |
| 1396–1397 | Henricus de Perching                | Heinrich von Berching                    | Jindřich z Perchingu             |
| 1397      | Nicolaus Magni de Jauer             | Nikolaus Magni von Jauer                 | Mikuláš Magni z Javora           |
| 1397–1398 | Stephanus de Colonia seu Colinensis | Stephan von Kolin                        | Štěpán z Kolína neboli Kolínský  |
| 1398      | Johannes Ottonis                    | Johannes Otto von Münsterberg            | Jan Otův z Minstrberka           |
| 1398–1399 | Helmoldus de Soltwedel              | Helmold von Salzwedel                    | Helmold ze Soltwedelu            |
| 1400      | Stephanus de Palecz                 | Stephan von Paleč                        | Štěpán z Pálče                   |
| 1401      | Nicolaus Stor de Swydnicz           | Nikolaus Stör von Schweidnitz            | Mikuláš Stor ze Svídnice         |
| 1402–1403 | Nicolaus de Litomysl                | Nikolaus von Leitomischl                 | Mikuláš z Litomyšle              |
| 1403      | Walterus Harrasser                  | Walter Harrasser                         |                                  |
| 1404      | Stanislaus de Znoyma                | Stanislaus von Znaim                     | Stanislav ze Znojma              |
| 1404–1405 | Johannes de Pustimir                | Johannes von Pustimir                    | Jan z Pustiměře                  |
| 1405      | Christianus de Prachaticz           | Christian von Prachatitz                 | Křišťan z Prachatic              |
| 1405–1407 | Clemens de Mnichov(icz)             | Clemens von Mnichowitz                   | Kliment z Mnichovic              |
| 1407      | Andreas de Broda                    | Andreas von Brod                         | Ondřej z Brodu                   |
| 1407–1408 | Bernhardus de Granovicz             | Bernhard von Granowitz                   | Bernard z Granovice              |
| 1408      | Clemens de Mnichov(icz)             | Clemens von Mnichowitz                   | Kliment z Mnichovic              |
| 1408      | Zdenko de Labun                     | Zdenko von Laboun                        | Zdeněk z Labouně                 |
| 1408      | Marcus de Grecz                     | Markus von Grätz                         | Marek z Hradce Králové           |
| 1408–1409 | Henningus de Baltenhagen            | Henning von Baltenhagen                  | Henning z Baltenhagenu           |
| 1409      | Zdenko de Labun                     | Zdenko von Laboun                        | Zdeněk z Labouně                 |
| 1409      | Johannes Hoffmanus Swidnicensis     | Johannes Hoffmann von Schweidnitz        | Jan Hofman ze Svídnice           |
| 1409–1410 | Johannes Hus                        | Johannes Huss                            | Jan Hus                          |
| 1410      | Johannes Andreae                    | Johannes von Prag                        | Jan Ondřejův řečený Šindel       |
| 1410–1411 | Jacobus de Sobieslavia              | Jakob von Sobieslav                      | Jakub Matějův ze Soběslavi       |
| 1410–1411 | Gregorius de Praga                  | Gregor von Prag                          | Řehoř z Prahy                    |
| 1410–1411 | Johannes de Jessenicz               | Johann von Jessenitz                     | Jan z Jesenice                   |
| 1410–1411 | Gallus de Neumarkt                  | Gallus von Neumarkt                      | Havel z Úterého                  |
| 1411      | Simon de Tisnov                     | Simon von Tischnowitz                    | Šimon z Tišnova                  |
| 1412      | Marcus de Grecz                     | Markus von Grätz                         | Marek z Hradce Králové           |
| 1412–1413 | Christianus de Prachaticz           | Christian von Prachatitz                 | Křišťan z Prachatic              |
| 1413      | Michael de Malenicz                 | Michael von Malenitz                     | Michal z Malenic                 |
| 1413–1414 | Antonius de Luna                    | Anton von Laun                           | Antonín z Loun                   |
| 1414      | Gallus de Neumarkt                  | Gallus von Neumarkt                      | Havel z Úterého                  |
| 1414      | Briccius de Buda                    | Brikzius von Buda                        | Brikcius z Budína                |
| 1415      | Briccius de Buda                    | Brikzius von Buda                        | Brikcius z Budína                |
| 1415–1416 | Thomas de Lissa                     | Thomas von Lissa                         | Tomáš z Lysé                     |
| 1415–1416 | Simon de Rokiczana                  | Simon von Rokitzan                       | Šimon z Rokycan                  |
| 1416      | Jacobus de Sobieslavia              | Jakob von Sobieslau                      | Jakub Matějův ze Soběslavi       |
| 1416–1417 |                                     | Johannes Cardinalis von Bergreichenstein | Jan Kardinál z Rejnštejna        |
| 1418      | Zdislaus de Zmirzeticz              | Zdislaus von Smiřice                     | Zdislav ze Smiřic                |

### Juristische Universität
- 1372–1373 Johannes de Pernstein (Jan z Pernštejna); Vizerektor: Gerhardus Visbeke de Osenbrughe (Gerhard Wisbeck aus Osnabrück)
- 1373–1375 Pertholdus de Wehingen (Berthold z Wehingenu, eigentlicher Name Berthold von Wehingen)
- 1375–1376 Johannes comes de Hohenloch (Jan z Hohenlohe); Vizerektor: Eglolfus Hornbech (Eglolf Hornbeck)
- 1376–1377 Gorlacus Horst de Stargardia (Gerlach Horst aus Stargard)
- 1377–1378 Johannes Slepekow (Jan Slepekow), Plebanus aus Altentreptow
- 1378–1379 Henricus de Stwolenka (Jindřich ze Stvolenky)
- 1379–1380 Henricus de Stwolenka (Jindřich ze Stvolenky)
- 1380–1381 Nicolaus de Kossczol (Mikuláš z Kosczola); Vizerektoren: Johannes Saxo de Zirberch (Jan Saxo ze Zirbergu), Nicolaus Wenceslai dictus Geunher de Praga (Mikuláš Václavův řečený Geunher z Prahy)
- 1381–1382 Nicolaus Geunherí de Praga (Nikolaus Geunher – auch Ganner – aus Prag)
- 1382–1383 Carolus Haguini (Karel Haguin)
- 1383–1384 Georgius de Hohenloch (Jiří z Hohenlohe)[2]
- 1384–1385 Nicolaus Geunheri de Praga (Mikuláš Geunher z Prahy)
- 1385–1386 Ulricus Medek de Schellemberg (Oldřich Medek ze Šelemberku)
- 1386–1387 Mathias Kule (Matyáš Kule)
- 1387–1388 Smylo de Wyncow (Jodocus Smylo de Kunstat / Smil z Kunštátu)
- 1388–1389 Nicolaus Geunheri de Praga (Mikuláš Geunher z Prahy)
- 1389–1390 Jaroslaus de Porzessin (Jaroslav z Pořešína)
- 1390–1391 Nicolaus Erghemes de Livonia (Mikuláš Erghemes z Livonska)
- 1391–1392 Cristanus Aroldishusen (Kryštof z Freiburgu)
- 1392–1393 Petrus Cappleri de Sulewicz (Petr Kaplíř von Sulevice)
- 1393–1394 Jodocus Hecht de Rossicz (Jošt Hecht z Rosic)
- 1394 Johannes de Brun (Jan z Brunnu)
- 1394–1395 Johannes Czeghenryd de Sundis (Johann Ziegenried aus Stralsund – Jan Zeghenried ze Stralsundu)
- 1395–1396 Czenko de Labun (Čeněk z Labouně)
- 1396–1397 Lucas Hezler de Legnicz (Lukáš Hezler z Lehnice)
- 1397–1398 Petrus Slewynk (Petr Slewynk)
- 1398–1399 Nicolaus Geunheri (Mikuláš Geunher z Prahy)
- 1399–1400 Nicolaus Geunheri (Mikuláš Geunher z Prahy)
- 1400–1401 Stephanus de Manicz (Štěpán z Manic)
- 1401 Mroczko de Kiszelewo dictus Nagorka (Mroczko z Kiszelewa řečený Nagorka); Vizerektor: Nicolaus Geunheri (Mikuláš Geunher z Prahy)
- 1401–1402 Nicolaus Geunheri (Mikuláš Geunher z Prahy)
- 1402–1403 Heuke de Konyad (Hewko z Konyad)
- 1403–1404 Nicolaus Geunheri (Mikuláš Geunher z Prahy)
- 1404–1405 Johannes Pauli (Jan Paulův)
- 1405–1406 Bernhardus Bulowe de Glyn (Bernhard Bulow z Glynu)
- 1406–1407 Andreas Gerechini (Ondřej Gerechin)
- 1407–1408 Ulricus de Glowaczow (Matyáš z Glowaczowa)
- 1408–1409 Ulricus de Strassicz (Oldřich ze Strašic)
- 1409–1410 Ulricus de Strassitz (Oldřich ze Strašic)
- 1410–1411 Mathias de Trutenow (Matyáš z Trutenowa)
- 1411–1412 Henricus Rolle (Jindřich Rolle)
- 1412–1413 Conradus Wertheim (Konrád Wertheim)
- 1413–1415 Mathias Rost de Praga (Matyáš Rost z Prahy)
- 1415–1416 Arnestus de Metelsko (Arnošt z Metelska)
- 1416–1418 Ulricus de Strassitz (Oldřich ze Strašic)
- 1418–1419 Nicolaus Henrici de Praga (Mikuláš Jindřichův z Prahy)

## 1419–1622 (UtraquistischeUniversität)
- 1420 Martinus Cunssonis de Praga (Martin Kunšův z Prahy)
- 1420–1421 Prokop von Pilsen (Prokop z Plzně)
- 1425 Petrus von Sepekov (Petr ze Sepekova)
- 1425–1426 Johannes Borotin (Jan z Borotína)
- 1426 Prokop von Pilsen (Prokop z Plzně)
- 1434 Christian von Prachatitz
- 1435 Jan Rokycana
- 1437 Christian von Prachatitz
- 1438–1439 Petrus de Mladoniovicz (Petr z Mladoňovic)
- 1439–1440 Wenceslaus de Prachaticz (Václav z Prachatic)
- 1440–1441 Augustinus de Glatovia (Augustin z Klatov)
- 1442–1443 Petrus de Grecz (Petr z Hradce Králové)
- 1443–1444 Procopius de Plzna (Prokop z Plzně)
- 1444 Wenceslaus de Prachaticz (Václav z Prachatic)
- 1445 Johannes de Sobieslavia (Jan ze Soběslavi)
- 1447–1448 Mauricius de Benessow (Mařík z Benešova)
- 1449–1450 Petrus de Grecz (Petr z Hradce Králové)
- 1450–1451 Johannes de Czaslaw (Jan z Čáslavi)
- 1453–1454 Wenceslaus de Prachaticz (Václav z Prachatic)
- 1455–1456 Martinus de Lancicia (Martin z Lančic)
- 1456–1457 Stanislaus de Welwar (Stanislav z Velvar)
- 1457–1458 Johannes de Jemnicz (Jan z Jemnice)
- 1459–1460 Wenzel von Würben (Václav z Vrbna)
- 1460–1462 Johannes de Praga (Jan z Prahy)
- 1462–1463 Wenceslaus Coranda de Plzna (Václav Koranda z Plzně)
- 1463–1464 Johannes de Czaslaw (Jan z Čáslavi)
- 1464–1465 Paulus de Dobrin (Pavel z Dobrin)
- 1466–1467 Wenzel von Würben (Václav z Vrbna)
- 1467–1469 Johannes de Praga (Jan z Prahy)
- 1470–1471 Wenceslaus Coranda de Plzna (Václav Koranda z Plzně)
- 1471–1472 Jacobus de Patzau (Jakub z Pacova)
- 1474–1475 Johannes de Tabor (Jan z Tábora)
- 1476–1477 Gregorius Pragensis (Řehoř Pražský)
- 1477–1479 Laurencius de Rokycan (Vavřinec z Rokycan)
- 1480–1481 Wenceslaus de Trzepsko (Václav z Třebska)
- 1483–1484 Jacobus de Patzau (Jakub z Pacova)
- 1484–1485 Paulus de Zaacz (Pavel ze Žatce)
- 1487–1488 Johannes Pragensis (Jan z Prahy)
- 1492–1493 Paulus de Zaacz (Pavel ze Žatce)
- 1494–1496 Jacobus de Strziebro / Strziebrensis (Jakub ze Stříbra)
- 1496–1497 Paulus de Zaacz (Pavel ze Žatce)
- 1498–1499 Martinus de Wlassim (Martin z Vlašimi)
- 1499–1500 Wenceslaus de Pacow (Václav z Pacova)
- 1502–1503 Georgius Kaurzimensis (Jiří z Kouřimi)
- 1504–1505 Jacobus Pacowiensis (Jakub z Pacova)
- 1505 Wenceslaus de Pacow (Václav z Pacova)
- 1508–1509 Michael de Straz (Michal ze Stráže)
- 1509–1510 Wenceslaus de Pacow (Václav z Pacova)
- 1511–1512 Wenceslaus Candidus (Václav Candidus)
- 1512–1513 Wenceslaus de Pacow (Václav z Pacova)
- 1513 Wenceslaus Coranda de Plzna (Václav Koranda z Plzně)
- 1514–1515 Wenceslaus Letomyslius (Václav z Litomyšle)
- 1515–1516 Duchco Brodensius (Duchek z Brodu)
- 1516–1517 Wenceslaus Letomyslius (Václav z Litomyšle)
- 1517–1519 Laurentius Trebonius (Vavřinec z Třeboně)
- 1519–1521 Wenceslaus Letomyslius (Václav z Litomyšle)
- 1521–1522 Johannes Presticenus (Jan z Přeštic)
- 1522–1523 Wenceslaus Letomyslius (Václav z Litomyšle); Prorektor: Johannes Presticenus (Jan z Přeštic)
- 1524–1525 Johannes Presticenus (Jan z Přeštic)
- 1525–1526 Thomas Wlassymensis (Tomáš z Vlašimi)
- 1526–1527 Mathias Chorambius (Matyáš Koramba)
- 1527–1528 Thomas Rakonus (Tomáš Rakovnický)
- 1528–1530 Johannes Presticenus (Jan z Přeštic)
- 1530–1531 Laurentius Trebonius (Vavřinec z Třeboně)
- 1531–1532 Johannes Presticenus de Jaworzicz (Jan Přeštický z Javořice)
- 1532–1533 Georgius Piesensis (Jiří Písecký)
- 1533–1535 Johannes Chocenus (Jan Choceňský)
- 1535–1536 Georgius Pisensis (Jiří Písecký)
- 1537–1538 Johannes Hortensius Pragensis (Jan Zahrádka z Prahy)
- 1538–1539 Martinus Glatovinus Bethlemiticus (Martin Klatovský z Betléma)
- 1539–1540 Johannes Hortensius Pragensis (Jan Zahrádka z Prahy)
- 1540–1541 Georgius Pisensis (Jiří Písecký)
- 1541–1542 Martinus Glatovinus Bethlemiticus (Martin Klatovský z Betléma)
- 1542–1545 Henricus Curius de Helfenberg (Jindřich Dvorský z Helfenberka)
- 1545–1546 Johannes Hortensius Prahenus (Jan Zahrádka z Prahy)
- 1546–1548 Gregorius Orinus de Chocemicz (Řehoř Orinus z Chocemic)
- 1548–1551 Johannes Hortensius Prahenus (Jan Zahrádka z Prahy)
- 1551–1553 Sebastianus Aerichalcus Praesticenus (Šebestián Aerichalcus z Přeštic)
- 1553–1557 Johannes Hortensius Pragenus (Jan Zahrádka z Prahy)
- 1557–1559 Johannes Colonius (Jan Kolínský)
- 1559–1561 Mathias Dapsilius Curius ab Hajek (Matyáš Dvorský z Hájku)
- 1561–1562 Georgius Polenta a Sudetis (Jiří Polenta ze Sudetu)
- 1562–1572 Mathias Curius ab Hajek (Matyáš Dvorský z Hájku)
- 1572–1573 Petrus Codicillus de Tulechowa (Petr Kodicill z Tulechova)
- 1573–1582 Mathias Curius ab Hajek (Matyáš Dvorský z Hájku)
- 1582–1589 Petrus Codicillus de Tulechow (Petr Kodicill z Tulechova)
- 1589–1591 Marcus Bydzovinus a Florentino (Marek Bydžovský z Florentýna)
- 1591–1593 Trojanus Nigellus de Osskorzina (Trojan Nigellus z Oskořína)
- 1593–1594 Adamus Zaluzanius de Zaluzan (Adam Zalužanský ze Zalužan)
- 1594–1597 Marcus Bydžovinus a Florentino (Marek Bydžovský z Florentýna)
- 1597–1599 Trojanus Nigellus de Osskorzina (Trojan Nigellus z Oskořína)
- 1599–1600 Martinus Bachaczii de Naumierzicz (Martin Bacháček z Nauměřic)
- 1600–1602 Johannes Adam Bystrziczenus(Jan Adam z Bystřice)
- 1602–1603 Marcus Bydžovinus a Florentino (Marek Bydžovský z Florentýna)
- 1603–1612 Martinus Bachacius de Naumierzicz (Martin Bacháček z Nauměřic)
- 1612 Johannes Campanus Wodnianus (Jan Kampanus Vodňanský)
- 1612–1613 Adamus Huber de Risenpach (Adam Huber z Riesenbachu)
- 1613–1614 Julius Schlick (Julius Šlik)
- 1614–1615 Johannes Albrechtus Krzinetius de Ronow (Jan Albrecht Křinecký z Ronova)
- 1615–1616 Johannes Abraham a Gerstorf (Jan Abraham z Gersdorfu)
- 1616–1617 Johannes Christophorus a Fünfkirchen (Jan Kryštof z Pětikostelí)
- 1617 Stephanus Strelius de Rencer (Štěpán Střela z Rokyc)
- 1617–1620 Johannes Jessenius (Jan Jessenius)
- 1620–1621 Carolus Hilprand de Walterskirchen (Karel Hilprandt z Walterskirchenu) Johannes Campanus Wodnianus – Prorektor (Jan Kampanus Vodňanský)
- 1621 Johannes Campanus Wodnianus (Jan Kampanus Vodňanský)
- 1621–1622 Nicolaus Troilus Hagiochoranus (Mikuláš Troilus Hagiochoranus)

## 1556–1654 (Jesuiten-Akademie)
- 1556–1558 Ursmarus Goisonius (Ursmar de Goisson)
- 1558–1561 Paulus Hoffaeus (Pavel Hoffae)
- 1561–1574 Henricus Blissemius (Jindřich Blyssem, Heinrich Blyssem)
- 1574–1580 Joannes Paulus Campanus (Jan Pavel Campani)
- 1582–1589 Alexander Voit (Alexander Voit) (1580 – Vizerektor; 1581 Prorektor)
- 1589–1590 Joannes Reinelius (Jan Reinel)
- 1590–1591 Paulus Neukirchius (Pavel Neukirche)
- 1591–1592 Alexander Voit (Alexander Voit)
- 1593–1595 Wenceslaus Sturmius (Václav Šturm)
- 1595–1601 Melchiorus Trevinnius (Melchior Trevino)
- 1601–1606 Jacobus Geranus (Jakub Geranus)
- 1606–1610 Theophilus Christecus (Theofyl Krystecki Krysztek)
- 1610–1616 Jacobus Geranus (Jakub Geranus)
- 1622–1623 Valentinus Coronius (Valentin Koruna)
- 1623–1626 Peter Ximenius (Petr Jimenéz)
- 1626–1629 Martin Santinus
- 1629–1634 Martin Stredonius (Martin Středa)
- 1634–1636 Paul Geronis
- 1637 Georg Schönberger, Vize- oder Prorektor
- 1638 Georg Meridies (Jiří Meridíes)
- 1638–1654 Rektorenamt nicht existent

## Ferdinandsuniversität bei St. Clemens 1638 bis 1654
- 1638–1649 Jiří Meridíes
- 1639–1643 Blažej Slanina
- 1643–1646 Pavel Anastasius
- 1646–1650 André du Buisson (Ondřej du Buisson)
- 1650–1652 Jiří Molitoris
- 1652–1654 Johann Molitoris

## Karl-Ferdinands-Universität (Universitas Carolo Ferdinandea) 1654 bis 1881
(soweit bekannt, mit Angabe der Fakultät, die den Rektor „stellte“: theol., jurid., mediz., philos.; SJ = Societas Jesu)
- 1654–1655 Johann Molitoris SJ; theol.
- 1656 Johann Heinrich Pipius (Jindřich Pipius) J. U. D.; jurid.
- 1657 Nikolaus Franchimont von Frankenfeld (Mikuláš Franchimont z Franckensfeldu); mediz.
- 1658 Andreas Schambogen (Ondřej Schambogen) SJ; philos.
- 1659 Andreas Schambogen SJ; theol.
- 1660 Christoph Norbert Knauth von Fahnenschwung (Kryštof Norbert Knauth z Fahnenschwungu) J. U. D.; jurid.
- 1661 Jan z Vrbna (Johann von Wrbna) SJ; theol.
- 1662 Johannes Marcus Marci von Kronland (Jan Marcus Marci z Kronlandu); mediz.
- 1663 Jan z Vrbna SJ; philos.
- 1664 Christoph Kyblin von Waffenburg (Kryštof Kyblín z Waffenburku) J. U. D.; jurid.
- 1665 Johann (Jan) Saxius SJ; theol.
- 1666 Nikolaus Franchimont von Franckenfeld; mediz.
- 1667 Wenzl (Václav) Zímmermann, SJ; philos.
- 1668 Ignaz Franz Tam (Ignác František Tam) J. U. D.; jurid.
- 1669 Simon Schürer SJ; theol.
- 1670–1671 Jakub Jan Václav Dobřenský de Nígro Ponte (Dobrzensky von Schwarzbruck); mediz.
- 1672 Daniel Krupský SJ; philos., starb während seines Rektorats, worauf installiert wurde:
- 1672, 13. Aug., Math. Tanner SJ; philos.
- 1673 Johann Georg Funck, seit 1673 Ritter von Funcken (Jan Jiří rytíř Funck z Funcken), J. U. D.; jurid.
- 1674 Mathias Tanner SJ; theol.
- 1675–1676 Jan Jiří Proxa (Johann Heinrich Proxa); mediz.
- 1677 Georg Kral (Řehoř Král) SJ; philos.
- 1678 Mathias Malanotte (Matyáš Alois Malanotte); jurid.
- 1679 Georg Weis (Jiří Weis) SJ; theol.
- 1680–1681 Sebastian Christian Zeider von Zeidlern (Šebestián Kristián Zeidler z Zeidlernu); mediz.
- 1682 Johann Waldt (Jan Wald) SJ; philos.
- 1683 Johann Georg Ritter von Funken; jurid.
- 1684 Franz Zwrtby (František z Vrtby) SJ; theol.
- 1685–1686 Jakub Jan Václav Dobřenský de Nigro Ponte; mediz.
- 1687 Emanuel de Boye SJ; philos.
- 1688 Johann Christoph Schambogen, J. U. D.; jurid.
- 1689 Václav Sattenwolf (Wenzl Sattenwolf) SJ; theol.
- 1690 Johann Heinrich Proxa (Jan rytíř Proxa); mediz.
- 1691 Václav Sattenwolf SJ; philos.
- 1692 Johann Christoph Schambogen; jurid.
- 1693 Andreas Münzer SJ (Ondřej Muntzer); theol.
- 1694 Johann Anton Cassinis de Bugella, (1656–1719); mediz.
- 1695 Jan Dubský (Johann Dubsky) SJ; philos.
- 1696–1697 Jan Jindřich Turba (Johann Heinrich Ritter von Turba); jurid.
- 1698 Ferdinand Rudolf Waldhauser SJ; theol.
- 1699 Johann Franz Loew von Erlsfeld (1648–1725); mediz.
- 1700 Kaspar Knittel SJ (1644–1702); philos.
- 1701 Jan Jindřich Turba; jurid.
- 1702 Thomas Schmiedl (Tomáš Schmidl) SJ; theol., starb während seines Rektorats.
- 1703 Johann Franz Loew von Erlsfeld; mediz.
- 1704 Joachim Stechau (Jáchym Stechau) SJ; philos.
- 1705 Johannes Wolwert de Neffe (Jan Kašpar Ignác Wolwert de Neffe) (1677–1710), Prof. des canonischen Rechts; jurid.
- 1706 Jiří Kinský (Georg Chinsky) SJ; theol.
- 1707 Johann Kaspar Ignaz Voigt (Jan Kašpar Ignác Voigt); mediz.
- 1708 Johann Miller (Jan Miller) SJ; philos.
- 1709–1710 Wenzel Johann Kriegelstein von Sternfeld (1659–1731), Jurist und 1727 Vizelandrichter (Václav Jan z Kriegelsteinu); jurid.
- 1711 Johann Miller (Jan Miller) SJ; theol.
- 1712 Johann Franz Loew von Erlsfeld (1648–1725); mediz.
- 1713 Jakob Stessl (Jakub Stessl) SJ; philos.
- 1714–1715 Wenzel Xaver Neumann von Puchholz (1670–1743); jurid.
- 1716 Franz Fragstein (František Fragstein) SJ; theol.
- 1717 Johann Franz Loew von Erlsfeld (1648–1725); mediz.
- 1718–1719 Herrmann Oppersdorf (Heřman Oppersdorf) SJ; philos.
- 1720 Johann Adam Besnecker (Jan Adam Besnecker); jurid.
- 1721 Jakob Stessl SJ; theol.
- 1722 Leonard Ferdinand Meißner; mediz.
- 1723 Franz Retz SJ; philos.
- 1724 Wenzel Xaver Neumann von Puchholz, (1670–1743) J. U. D.; jurid.
- 1725–1726 Johann Nonnert (Jan Nonnert) SJ; theol.
- 1727 Ferdinand Leonard Meißner; mediz.
- 1728 Johann Seidel (Jan Seidel) SJ; philos.
- 1729 Wenzel Xaver Neumann von Puchholz (1670–1743); jurid.
- 1730–1731 Julius Zwicker SJ; theol.
- 1732 Ferdinand Leonard Meißner; mediz.
- 1733 Johann Seidel (Jan Seidel) SJ; philos.
- 1734 Wenzel Xaver Neumann von Puchholz (1670–1743); jurid.
- 1735–1736 Johann Seidel (Jan Seidel) SJ; theol.
- 1737 Johann Jakob Geelhausen (Jan Jakub Gelhausen); mediz. – starb während des Rektorats, danach war W. X. Neumann von Puchholz Prorektor.
- 1738 Johann Heilmann (Jan Heilman) SJ; philos.
- 1739–1740 Wenzel Xaver Neumann von Puchholz (1670–1743); jurid.
- 1741–1742 Georg Peter (Jiří Peter) SJ; theol.
- 1742/1743 vacat (wegen französisch-bayrischer Besatzung)
- 1744 Jacob Smith, Ritter von Balroe (Jakub Smith z Balroe); mediz. – starb während des Rektorats, danach war W. X. Neumann von Puchholz Prorektor.
- 1745 Franz Xaver Heißler (František Xaver Heissler) SJ; philos.
- 1746 Heinrich Peter Proichhausen (Jindřich Petr Proichhausen) J. U. D. († 1748); jurid.
- 1747 Leopold Grimm SJ; theol.
- 1748 Anton Wenzel Rings (Antonín Václav Rings); mediz.
- 1749 Leopold Grimm SJ; philos.
- 1750 Nikolaus Ignaz Königsmann (Mikuláš Ignác Knigsmann); jurid.
- 1751 Bernard Weber SJ; theol.
- 1752 Johann Ignaz Mayer von Mayersbach (Jan Ignác Mayer z Mayersbachu); mediz.
- 1753 Bernard Weber SJ; philos.
- 1754 Josef Azzoni, Prof. der Pandekten; jurid. – 1755 war bis Juli Joh. Wenzel Dwořak von Boor Prorektor.
- 1755–1756 Balthasar Lindner SJ; theol.
- 1757 Jan Antonín Scrinci (Johann Anton Jos. Scrinci); mediz.
- 1758 Jan Tille (Johann Tille) SJ; philos.
- 1759 Jan Nepomuk Václav Dvořák z Boru (Johann Wenzel Dwořak von Boor); jurid. († 9. April 1778)
- 1760 Jan Tille SJ; theol. – starb am 21. März 1760, ab 17. Juni 1760 Jan Antonín Scrinci als Rektor installiert.
- 1760–1761 Jan Antonín Scrinci; mediz.
- 1762 Johann Mathäus Schweiberer[3]; philos.
- 1763–1674 Ignaz Kajetan Veith (Ignác Kajetán Veit) J. U. D.; jurid.
- 1765–1676 Franz Xav. Wissinger SJ; theol.
- 1767 Frantíšek Du Toy (Franz Jos. Du-Toy); mediz.
- 1768 Joachim Pleiner (Jáchym Pleiner) SJ (1706–1769); philos.
- 1769 Franz Wenzel Stephan Ritter von Kronenfels (František Václav Štěpán z Kronefelsu) J. U. D.; jurid.
- 1770 Peter Janowka (Petr Janovka) SJ; theol.
- 1771 Joseph Vignet; mediz.
- 1772–1773 Franz Xaver Wissinger SJ; philos – „starb am 29. Juli 1772 in Rom, der letzte Jesuitenrektor“[4])
- 1773–1774 Franz Wenzel Stephan von Kronenfels; jurid.
- 1775–1776 Joseph Paul Sedeler (Pavel Seddeler); theol. – († 5. Sept. 1776)
- 1776–1777 Franz Jos. Du-Toy (František Du Toy); mediz.
- 1778 Anton F. Ritter von Wessely (Antonín František Veselý); philos.
- 1779 Ferdinand Woldrzich von Ehrenfreund; jurid.
- 1780–1781 Tomáš Jan Hrdlička; theol.
- 1782 Anton Leonhard von Verbeck du Chateau (Leonard Antonín Verbeck); mediz.
- 1783–1784 Karl Heinrich Seibt; philos.
- 1785 Josef Anton Schuster, J. U. D.; jurid.
- 1786 Cosmas Schmalfus; theol.
- 1787 Thaddäus Bayer; mediz.
- 1788 Johann Diesbach; philos.
- 1789 Ferdinand Woldrzich von Ehrenfreund; jurid.
- 1790 Karel Rafael Ungar; theol.
- 1791 Václav Vojtěch Forsat (Wenzel Adalbert Forst); mediz. – starb 7. März 1791.
- 1792 Johann Diesbach; philos.
- 1793 Joseph von Bretfeld, J. U. D.; jurid.
- 1794 Aegid Chladek (Jiljí Chládek); theol.
- 1795 Johann Baptist Zauschner (Jan Křitel Zauschner); mediz.
- 1796 Antonín Strnad; philos.
- 1797 Joseph Freiherr von Bretfeld zu Kronenburg; jurid.
- 1798 Kašpar Royko; theol.
- 1799 Joseph Gottfried Mikan (Josef Bohumír Mikan); mediz.
- 1800 Stanislav Vydra (Stanislaus Wydra); philos.
- 1801 Joh. Nepomuk Edler von Vignet (Jan Nepomuk šl. Vignet), J. U. D.; jurid.
- 1801/02 Joh. Bapt. Schmidt; theol. (starb schon 3 Wochen nach der Wahl, ohne installiert worden zu sein; neu gewählt wurde am 26. Oktober für
- 1802 Chrysostomus Laurentius Pfrogner (Laurenz Chrisostom Pfrogner); theol.
- 1803 Anton Michelič (Anton Michelitz); mediz.
- 1804 Johann Jakob Gosko von Sachsenthal (Jan Goskho ze Sachsenthalu); philos.
- 1805 Joseph Freiherr von Bretfeld zu Kronenburg; jurid.
- 1806 František Xaver Hain (Franz Xaver Hain); theol.
- 1807 Ignaz Matuschka (Ignác Matuschka); mediz.
- 1808 Wenzel Lenhard (Václev Lenhart); philos.
- 1809 Joseph Freiherr von Bretfeld zu Kronenburg; jurid.
- 1810 Karl Franz Fischer (Karel František Fischer); theol.
- 1811 Josef Rottenberger; mediz.
- 1812 Milo Johann Nepomuk Grün; philos.
- 1813 Joseph Freiherr von Bretfeld zu Kronenburg; jurid.
- 1814–1815 Franz Christian Pitroff; theol.
- 1815 Franz Müller; mediz.
- 1816 Alois Martin David; philos.
- 1817 Joseph Freiherr von Bretfeld zu Kronenburg; jurid.
- 1818 Karl Franz Fischer (Karel František Fischer); theol.
- 1819 Josef Rottenberger; mediz.
- 1820 Franz Nicolaus Titze (František Mikuláš Titze); philos.
- 1821 Michael Schuster; jurid.
- 1822 Franz Seraph Wilhelm (František Seraf Wilhelm); theol.
- 1823 Ignaz Florian Ritter von Nadherny; mediz.
- 1824 Josef Anton Köhler; philos.
- 1825 Martin Adolph Kopetz; jurid.
- 1826 Benedikt Johann Nepomuk Pfeiffer; theol.
- 1827 Jan Theobald Held; mediz.
- 1828 Ladislav Jandera; philos.
- 1829 Johann Nepomuk Kaňka; jurid.
- 1830 Franz Wilhelm Tippmann (František Tippmann); theol.
- 1831 Julius Vincenz von Krombholz; mediz.
- 1832 Franz Ignatz Cassian Hallaschka (František Ignác Kassián Halaška); philos.
- 1833 Thomas Karl Härdtl (Tomáš Karel Härdtl, 1787–1863); jurid.
- 1834 Maxmilian Millauer; theol.
- 1835 Franz Wünsch (František Wünsch); mediz.
- 1836 Joseph Leonard Knoll; philos.
- 1837 Karl Franz Ernst Wenzel Wolfram (Karel Václav Wolfram, 1777–1839); jurid.
- 1838 Vaclav Vilém Ritter von Václavíček; theol.
- 1839 Antonín Jan Jungmann (Anton Johann Ritter von Jungmann, 1775–1854); mediz.
- 1840 Josef Jungmann; philos.
- 1841 Anton Karl Mudroch (Antonín Karel Mudroch); jurid.
- 1842 Mikuláš Tomek (Nikolaus Tomek); theol.
- 1843 Jan Nepomuk Fischer (Johann Nepomuk Fischer); mediz.
- 1844 Hieronymus Joseph Zeidler (Jeroným Josef Zeidler); philos.
- 1845 Leopold Hasner von Artha; jurid.
- 1846 Hieronymus Joseph Zeidler; theol.
- 1847–1848 Josef Reisich
- 1849 Josef Hoffmeister
- 1850 František Seraf. Češík
- 1850/1 Matyáš Popel
- 1851/2 Vincenz Franz Kostelecky (Vincenc František Kostelecký)
- 1852/3 Georg Norbert Schnabel (Jiří Norbert Schnabel)
- 1853/4 Johann Nep. Ignaz Rotter
- 1854/5 Franz von Pitha (František Jan Piťha)
- 1855/6 Hieronymus Joseph Zeidler
- 1856/7 Jan Chlupp
- 1857/8 Gabriel Güntner
- 1858/9 Anton von Jaksch; mediz.
- 1859/60 August Emanuel von Reuss
- 1860/1 Franz Eduard Tuna (František Eduard Tuna); jurid.
- 1861/2 Jan Křitel Smutek
- 1862/3 Josef von Löschner
- 1863/4 Johann Heinrich Löwe (Jan Jindřich Löwe)
- 1864/5 Franz Xaver Schneider (František Xaver Schneider)
- 1865/6 Vincenc Náhlovský
- 1866/7 Josef Halla
- 1867/8 Vincenc František
- 1868/9 Johann Friedrich von Schulte
- 1869/70 Eduard Petr
- 1870/1 Emanuel Seidl
- 1871/2 Constantin von Höfler
- 1872/3 Jan Nepomuk Schier
- 1873/4 Salesius Mayer OCist
- 1874/5 Joseph Hasner von Artha
- 1875/6 Friedrich von Stein
- 1876/7 Karl Czyhlarz
- 1877/8 Anton Reinwarth (Antonín Reinwarth)
- 1878/9 Johann Streng (Jan Strang, 1817–1887); mediz.
- 1879/80 Ernst Mach
- 1880/1 Hugo Kremer Ritter von Auenrode
- 1881/2 Josef Schindler

## Tschechische Karl-Ferdinands-Universität in Prag 1882 bis 1918
siehe auch: Liste der Rektoren der Deutschen Universität Prag
- 1882/3 Václav Vladivoj Tomek
- 1883/4 Antonín Randa
- 1884/5 Jan Streng
- 1885/6 Václav Vladivoj Tomek
- 1886/7 Emil Ott
- 1887/8 Vilém Weis
- 1888/9 František J. Studnička
- 1889/90 Matouš Talíř
- 1890/1 Vladimír Tomsa
- 1891/2 Antonín Frič
- 1892/3 Jiří Pražák
- 1893/4 František X. Kryštůfek
- 1894/5 Arnold Spina
- 1895/6 Karel Vrba
- 1896/7 Jaromír Hanel
- 1897/8 Eugen Kadeřávek
- 1898/9 Josef Reinsberg
- 1899/1900 Jan Gebauer
- 1900/1 Josef Strupecký
- 1901/2 Jan Sýkora
- 1902/3 Ivan Horbaczewski
- 1903/4 Vincent Strouhal
- 1904/5 František Stroch
- 1905/6 Antonín Vřešťál
- 1906/7 Jaroslav Hlava
- 1907/8 Jaroslav Goll
- 1908/9 Leopold Heyrovský
- 1909/10 Josef Král
- 1910/1 Jan Jánošík
- 1911/2 Jaromír Čelakovský
- 1912/3 František Vejdovský
- 1913/4 František Mareš
- 1914/5 Kamil Henner
- 1915/6 Rudolf Dvořák
- 1916/7 Vítězslav Janovský
- 1917/8 Gabriel Pecháček

## Karls-Universität Prag seit 1918
siehe auch: Liste der Rektoren der Deutschen Universität Prag (bis 1945)
- 1918/9 Karel Herman-Otavský
- 1919/20 Josef Zubatý
- 1920/1 František Mareš
- 1921/2 Bohumil Němec
- 1922/3 Cyril Horáček
- 1923/4 František Pastrnek
- 1924/5 Otakar Kukula
- 1925/6 Karel Petr
- 1926/7 Josef Vančura
- 1927/8 Lubor Niederle
- 1928/9 Vladimír Slavík
- 1929/30 Jindřich Matiegka
- 1930/1 August Miřička
- 1931/2 Josef Pekař
- 1932/3 Rudolf Kimla
- 1933/4 Karel Domin
- 1934/5 Josef Drachovský
- 1935/6 Gustav Friedrich
- 1936/7 Karel Weigner
- 1937/8 František Slavík
- 1938/9 Vilém Funk
- 1939/40 Bedřich Hrozný
- 1939–1945 Universität geschlossen (Sonderaktion Prag)
- 1945/6 Jan Bělehrádek
- 1946/7 Bohumil Bydžovský
- 1947/8 Karel Engliš
- 1948/9–1953/4 Jan Mukařovský
- 1954/5–1957/8 Miroslav Katětov
- 1958/9–1965/6 Jaroslav Procházka
- 1966/7–1968/9 Oldřich Starý
- 1969/70 Josef Charvát
- 1970/1–1975/6 Bedřich Švestka
- 1976/7–1989/90 Zdeněk Češka
- 1990/1–1994/5 Radim Palouš
- 1995/6–1998/9 Karel Malý
- 1999/0–2005/6 Ivan Wilhelm
- 2006–2014 Václav Hampl
- 2014–2022 Tomáš Zima
- seit 2022 Milena Králíčková